# Ilhéu da Cal
O Ilhéu da Cal, também conhecido por Ilhéu de baixo, situa-se a 400 m a sudoeste da ilha do Porto Santo, na Madeira, Portugal. O espaço marítimo que separa o ilhéu da ilha do Porto Santo tem o nome de Boqueirão de Baixo.
É o maior ilhéu do Porto Santo, medindo pouco mais de 1 km². Todo o seu território é marcado por falésias e escarpas recortadas, medindo o ponto mais alto 178 m. É cortado pelo paralelo 33 N.

## História
O ilhéu da Cal alberga um importante testemunho da história e cultura do Porto Santo, sobretudo pelas minas de extração de cal, de onde advém o seu nome. A extração deste precioso minério ficou marcada por diversos acidentes, entre os quais, o mais trágico de todos, vitimou dezasseis homens, que ficaram soterrados no interior de uma mina em consequência de um desabamento de rochas. Atualmente, estas minas encontram-se desativadas.
Esta extração de cal deixou vestígios, como é exemplo as grutas subterrâneas que, com a devida autorização e acompanhamento especializado, podem ser visitadas.
Esteve prevista a construção de um teleférico que ligasse a ponta da Calheta a este reduto etnográfico de grande interesse, porém, esse projeto foi abandonado por constituir uma ameaça ao equilíbrio deste ecossistema frágil, que com a vinda permanente de grande número de visitantes representaria um perigo para a sua regeneração.

## Preservação desta reserva ecológica
Apesar de aparentar um aspeto agreste, este ilhéu abriga uma flora muito rica, da qual fazem parte os habituais arbustos característicos da costa e ainda alguns vestígios de Laurissilva, devendo-se, provavelmente, ao seu difícil acesso. É, também, lugar de nidificação de pelo menos quatro espécies, sendo uma destas muito rara. Por estes motivos, o seu ecossistema encontra-se protegido pelo PDM e pela Rede Natura 2000.
| “ | Nestas áreas com muito elevado valor ecológico e grande vulnerabilidade à pressão humana ou reduzida capacidade de regeneração, apenas se permitem atividades de natureza científica e ainda, a título excecional, em áreas previamente selecionadas, locais de observação no âmbito de usos de lazer e recreio. | ” |
|   | — Plano Diretor Municipal do Porto Santo, Artigo 54.º. |   |